# Armands Celitāns
Armands Celitāns est un joueur letton de volley-ball né le 28 mai 1984 à Krāslava. Il mesure 2,00 m et joue central. Il intègre le Paris Volley au cours de la saison 2011-2012 en tant que joker médical, club avec lequel il joue jusqu'à la fin de la saison.

## Clubs
| Club            | De        | À         |
| --------------- | --------- | --------- |
| Lase-R Riga     | 2006-2007 | 2009-2010 |
| Knack Roeselare | 2010-2011 | 2010-2011 |
| Paris Volley    | 2011-2012 | ...       |